# Starówka (Śrem)

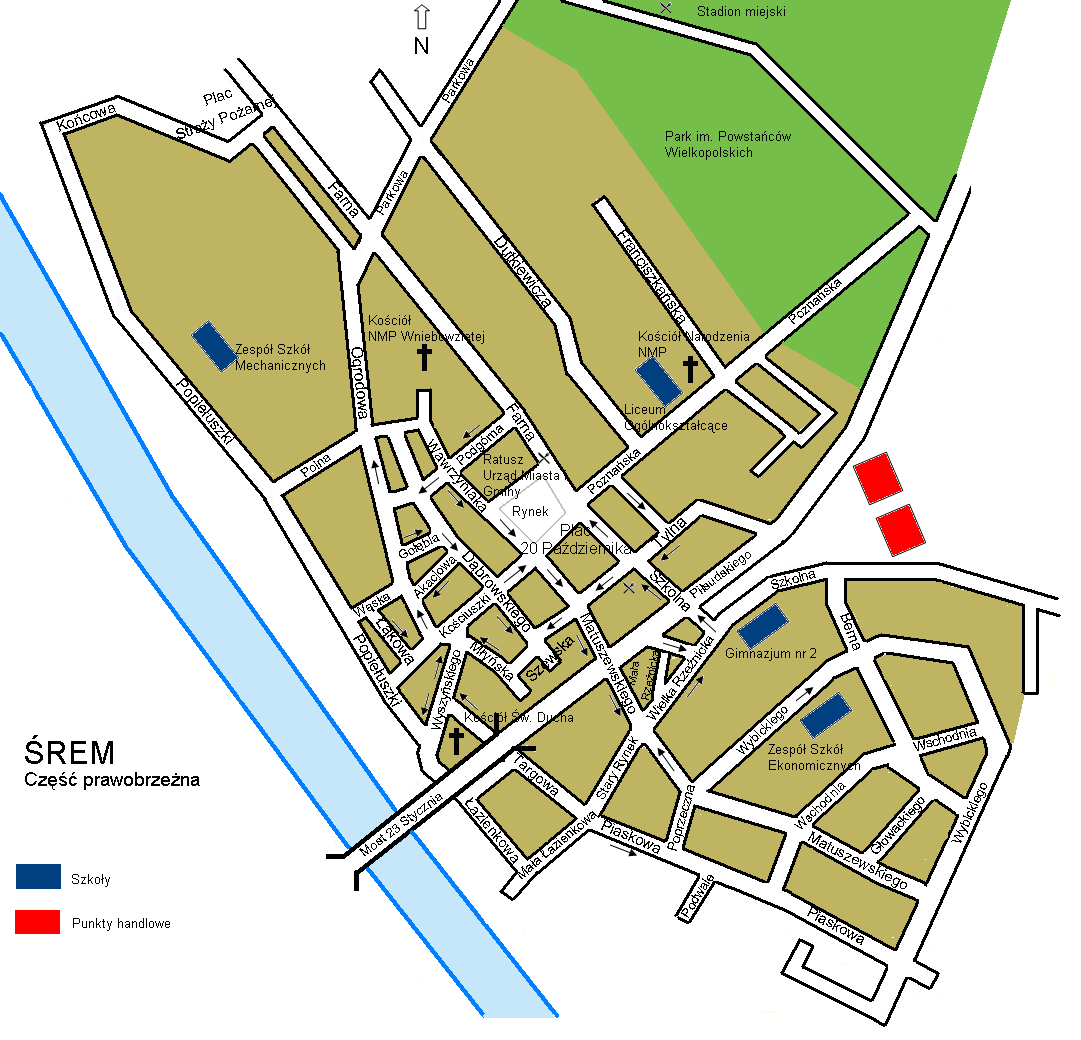
Plan części prawobrzeżnej Śremu

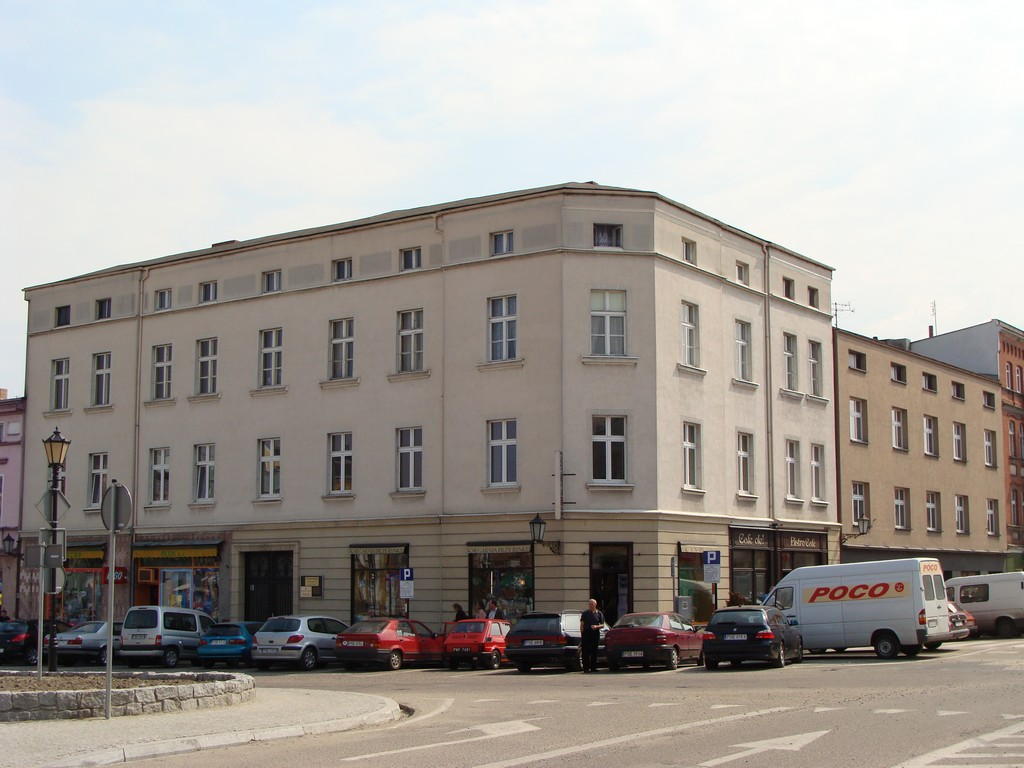
Plac 20 Października

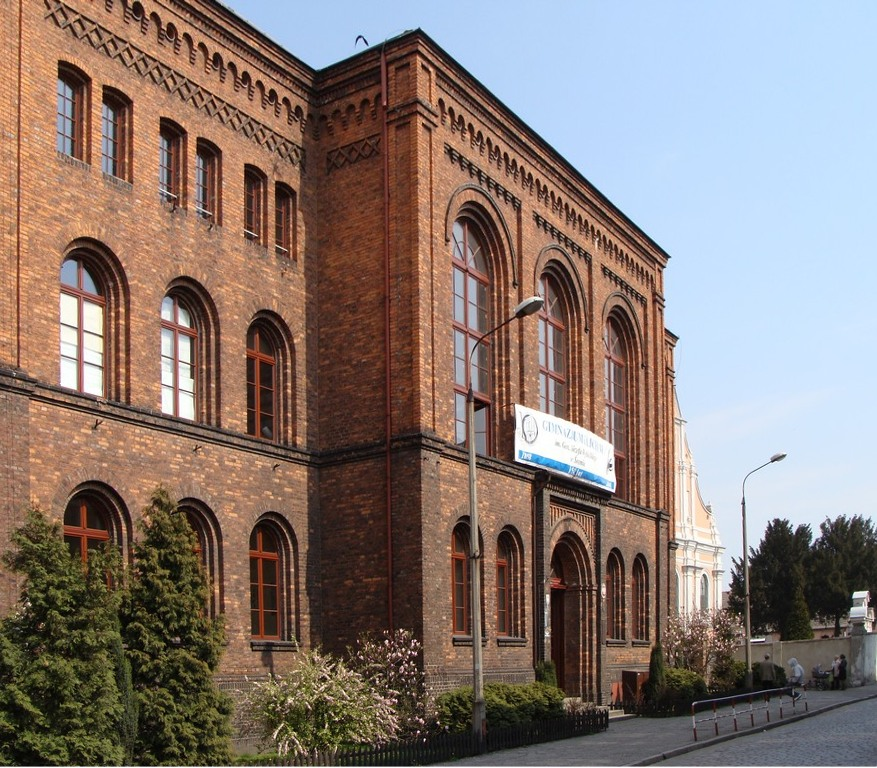
Liceum Ogólnokształcące

Starówka – najstarsza prawobrzeżna część Śremu, położona na północnym wschodzie miasta przy Warcie oraz kanale Ulgi. W X w. znajdował się tutaj gród, a w 1393 r. przeniesiono tutaj z lewego brzegu Warty miasto.

## Zabytki
- Rynek (Plac 20 Października)
- Ratusz z 1838 r.
- Kościół Najświętszej Marii Panny Wniebowziętej
- Plebania przy Farnej 17
- Gimnazjum z 1869 r., obecnie Liceum Ogólnokształcące im. gen. Józefa Wybickiego w Śremie
- Zespół poklasztorny Franciszkanów otoczony wysokim murem z dwoma barokowymi bramkami z 1770 roku
- Kościół Świętego Ducha
- Budynek przy ul. ks. Piotra Wawrzyniaka 3
- Park Miejski im. Powstańców Wielkopolskich 1918–1919

## Inne obiekty
- Stadion miejski w parku
- Powiatowa Straż Pożarna
- Liceum Ogólnokształcące
- Zespół Szkół Mechanicznych
- Zespół Szkół Katolickich im. św. Jana Pawła || w Śremie